# Nemacheilus devdevi
Nemacheilus devdevi är en fiskart som beskrevs av Hora, 1935. Nemacheilus devdevi ingår i släktet Nemacheilus och familjen grönlingsfiskar. IUCN kategoriserar arten globalt som nära hotad. Inga underarter finns listade i Catalogue of Life.